# TSR Olympia Wilhelmshaven
Turn- und Sportverein Rüstringen Olympia Wilhelmshaven – niemiecki klub sportowy z siedzibą w mieście Wilhelmshaven. Jego sekcja piłkarska została rozwiązana w 2009 roku.

## Historia (piłka nożna)
Klub został założony w 1947 roku. W 1969 roku awansował do Regionalligi (grupa Nord), stanowiącej wówczas drugi poziom rozgrywek. Występował w niej do końca sezonu 1973/1974. Następnie, w 1974 roku wszedł w skład nowo utworzonej 2. Bundesligi (grupa Nord). W sezonie 1974/1975 zajął w niej 17. miejsce i spadł z ligi. W 1992 roku połączył się z SV Wilhelmshaven, a sekcja piłkarska wycofała się do gry w dziewiątej lidze. W 2009 roku odłączyła się od klubu i połączyła z WSSV Wilhelmshaven, tworząc FC Olympia 09 Wilhelmshaven.

## Występy w lidze
| Liga                       | Poziom | Sezony razem | Sezony szczegółowo                                    |
| -------------------------- | ------ | ------------ | ----------------------------------------------------- |
| Regionalliga (grupa Nord)  | II     | 5            | 1969/1970, 1970/1971, 1971/1972, 1972/1973, 1973/1974 |
| 2. Bundesliga (grupa Nord) | II     | 1            | 1974/1975                                             |